# 13058 Alfredstevens
13058 Alfredstevens este un asteroid din centura principală de asteroizi.

## Descriere
13058 Alfredstevens este un asteroid din centura principală de asteroizi. A fost descoperit pe 19 noiembrie 1990 la Observatorul La Silla de Eric Walter Elst. Asteroidul prezintă o orbită caracterizată de o semiaxă mare de 2,36 ua, o excentricitate de 0,12 și o înclinație de 6,1° în raport cu ecliptica.